# Mwinilunga
Mwinilunga – miasto w Zambii, w Prowincji Północno-Zachodniej. Według danych szacunkowych na rok 2010 liczy 18 979 mieszkańców.